# 米哈伊洛·斯塔里茨基
米哈伊洛·彼得羅維奇·斯塔里茨基（烏克蘭語：Михайло Петрович Старицький；1840年12月14日—1904年4月27日），乌克兰作家、诗人和剧作家。

## 生平
米哈伊洛出生于退役骑兵军官彼得羅·斯塔里茨基和其妻子阿納斯塔西亞·李森科的家庭，是乌克兰著名作曲家米科拉·李森科的表弟，伊萬·斯特申科的岳父。
米哈伊洛自幼成为孤儿，由李森科的父亲抚养长大，李森科一家為音樂家家庭，因此他能够为作曲家的传记提供大量信息。斯塔里茨基创作了歌剧剧本、歌曲、故事、戏剧和诗歌。晚年，斯塔里茨基与李森科科合作，收集乌克兰民歌并将其改编成戏剧和歌剧，并由斯塔里茨基撰写剧本，其中包括根据果戈理的小说改编的歌劇《塔拉斯·布利巴》。斯塔里茨基目前因其与李森科的合作以及他后来的發表诗歌和小说而被人们铭记。他被埋葬在基辅的拜科夫墳場。